# Sudetenpost
Sudetenpost ist eine seit 1955 in Österreich erscheinende Zeitung. Es handelt sich um das offizielle Organ der Sudetendeutschen Landsmannschaft in Österreich (SLÖ). 
Bis zum Jahr 2009 erschien die Zeitung alle 14 Tage, seit 2010 handelt es sich um eine Monatszeitung. Die Redaktion hat ihren Sitz im „Haus der Heimat“ in Wien. Eigentümer und Verleger ist der Sudetendeutscher Presseverein in Gallneukirchen. 

## Ähnliche Zeitungen
- Sudetendeutsche Zeitung (München, seit 1951)